# Vendi
Vendi (njem. Wenden; dan. Vendere; šved. Vender; polj. Wendowie), često i Vindi (njem. Winden), Venedi (lat. Venedi), povijesni je naziv za Zapadne Slavene, koji su živjeli u blizini germanskih naselja. Naziv se ne odnosi na homogeni narod, nego na različite narode, plemena ili skupine u ovisnosti od toga gdje i kako se koristi.
U srednjem vijeku, termin „Vendi” često se odnosio na Zapadne Slavene, koji žive u Svetom Rimskom Carstvu, iako ne uvijek. Mješko I, prvi povijesni vladar Poljske, koristi titulu „Dagom, Kralj Venda”. Naziv je preživio u baltofinskim jezicima (fin. Venäjä; est. Vene; krl. Veneä) označavajući Rusiju.
U njemačkom kulturnom krugu tim se etnonimom katkada i danas označavaju: Lužički Srbi, pomorjanski Kašubi i koruški Slovenci.